# ای‌ئی ۰۴

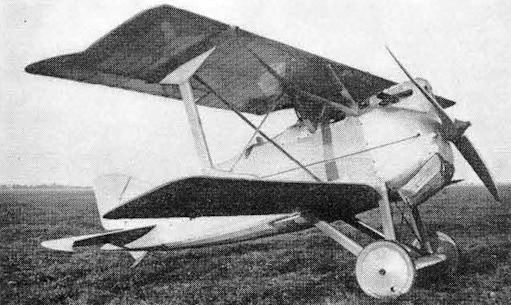
ای‌ئی ۰۴

ای‌ئی ۰۴ (به انگلیسی: Aero_Ae_04) یک هواگرد ملخ‌پیشین تک‌موتوره از نوع جنگنده ساخت شرکت آئرو ودوخودی است. هواگرد ای‌ئی ۰۴ نخستین پروازش را در ۱۹۲۱ میلادی انجام داد. این جنگنده فقط به صورت نمونه اولیه پرواز کرد. در مجموع، تعداد ۱ فروند از این هواگرد ساخته شده‌است.